# Sefa Aksoy
Sefa Aksoy (* 26. Februar 1989 in Hamburg) ist ein türkischer Fußballspieler, der für Kırklarelispor spielt.

## Karriere

### Verein
Aksoy kam als Sohn von türkischen Gastarbeitern in Hamburg auf die Welt und zog bereits im Kindesalter mit seiner Familie wieder in die Türkei. Hier begann er mit dem Vereinsfußball in der Jugend von Irmak Sanayi SK und ging anschließend in die Jugend vom Samsunspor. 2005 erhielt er einen Profivertrag, spielte aber zwei Spielzeiten weiterhin überwiegend für die Jugend- bzw. Reservemannschaft. Ab der Spielzeit 2007/08 gehörte er vollständig dem Profikader an und spielte regelmäßig in der Startelf. 
Im Frühjahr 2010 wechselte er zum Zweitligisten Giresunspor und spielte hier bis zum Sommer. Anschließend heuerte er bei Boluspor an und war hier eineinhalb Spielzeiten tätig. Die Rückrunde der Spielzeit 2011/13 verbrachte er hingegen beim Drittligisten Bandırmaspor. Mit diesem Verein schaffte er den Einzug in die Relegationsphase der TFF 2. Lig, verpasste aber hier den Aufstieg in die TFF 1. Lig.
Zum Sommer 2012 wurde sein Wechsel zum Zweitligisten Gaziantep Büyükşehir Belediyespor bekanntgegeben. Dort blieb er eine Saison und wechselte zur Spielzeit 2013/14 zu Aydınspor 1923.
Im Frühjahr 2015 wurde er vom Zweitligisten Samsunspor verpflichtet. Bereits zum Saisonende verließ er diesen Verein Richtung Drittligist Kırklarelispor.

### Nationalmannschaft
Aksoy durchlief von der türkischen U-16 bis zur türkischen U-19 nahezu alle Jugendnationalmannschaften der Türkei.